# 창끌랑군
창끌랑군은 나콘시탐마랏주의 행정 구역이다. 이 지역의 총 인구 수는 2005년 기준으로 29594명이다. 인구 밀도는 127.3km2이다.

## 행정 구역
| 번호 | 지명        | 태국어 지명 | 빌리지 | 인구   |  |
| 1.   | Chang Klang | ช้างกลาง     | 17     | 16,989 |  |
| 2.   | Lak Chang   | หลักช้าง      | 10     | 7,581  |  |
| 3.   | Suan Khan   | สวนขัน       | 18     | 5,024  |  |

|  | 이 글은 지리에 관한 토막글입니다. 여러분의 지식으로 알차게 문서를 완성해 갑시다. |